# 千うらら
千 うらら（せん うらら、1955年〈昭和30年〉4月7日 - ）は、日本の俳優。本名は、笠井 としみ。
愛知県名古屋市出身。

## 来歴・人物
旧芸名は、笠井うらら、笠井香里。本名名義でも出演歴がある。
小学校4年の時児童劇団に入り、椙山女学園中学校在学中、NHKのテレビドラマ『中学生群像』でデビューする。椙山女学園高等学校卒業後上京、1974年の映画『蔵王絶唱』でデビュー。1976年、芸名を千 うららに改名。その後は脇役として活躍する。

## 出演

### 映画
- 青葉繁れる（1974年） - 二女高演劇部たん瘤（笠井 香里名義）
- 蔵王絶唱（1974年） - 佐藤水枝（笠井うらら名義）
- はつ恋（1975年） - はつ（笠井 うらら名義）
- 風立ちぬ（1976年） - 井上花子（笠井 うらら名義）
- 野球狂の詩（1977年）
- 金田一耕助の冒険（1979年） - 団地の主婦
- ホワイトラブ（1979年） - スタイリストオフィスのスタッフ
- オン・ザ・ロード（1982年）
- 刑事物語2 りんごの詩（1983年）
- CHECKERS IN TAN TAN たぬき（1985年） - 演歌歌手
- 二十四の瞳（1987年）田村先生
- どっちにするの。(1989)
- グッドバイ(1989)（1989年）
- 就職戦線異状なし（1991年） - N放送協会面接官
- ファンキー・モンキー・ティーチャー（1991年） - 田辺先生
- 毎日が夏休み（1994年） - 河本夫人
- 油断大敵（2004年）

### テレビ作品
- おれは男だ! 第34話「星の広場に集まれ!」（1971年、NTV） - 林ノブ
- 小さな恋のものがたり（1972年、NTV） - 大川友子（トン子、笠井としみ名義[1]）
- ぼくは叔父さん（1973年、NTV）
- ボクは恋人（1974年、CX）
- 高校教師 第13話「恐るべき不良少女」（1974年、12ch・東宝） - 金太郎
- 傷だらけの天使 第21話「欲ぼけオヤジにネムの木を」（1975年、NTV・東宝） - はなえ
- ポーラテレビ小説 （TBS）
  - 「絹の家」（1976年） - 女中
  - 「白き牡丹に」（1982年 - 1983年） - 髪結い
- 土曜ワイド劇場（ANB/EX）
  - 「野菊の墓」（1977年）
  - 「幽霊シリーズ4・迷探偵コンビは死なず！幽霊湖の花嫁」（1979年） - 女子大生
  - 「ダイエット殺人事件」（1985年） - 五十嵐夫人
  - 「温泉若おかみの殺人推理14」（2004年）
  - 「新船長の航海事件日誌」（2006年） - タンゴダンサー
- 気まぐれ本格派 （NTV・ユニオン映画）
  - 第6話「弱虫は歌いたがる」（1977年） - 芸者
  - 第30話「兄貴がポックリシンデレラ」（1978年） - 大聖病院看護婦
- パン屋のケンちゃん （1977年 - 1978年、TBS） - アンパン（ラビットベーカリー従業員）
- 柳生一族の陰謀 第20話「花の吉原、何かが起こる」（1979年、KTV） - 誰が袖
- Gメン'75（TBS） 
  - 第30話「追跡と逃亡!石狩挽歌」（1975年）- 薄井医院 看護婦（笠井うらら名義）
  - 第189話「危機一髪!お年玉爆弾カメラ」（1979年）−爆弾カメラを買った男の妻
  - 第203話「また逢う日まで速水涼子刑事」（1979年、TBS）
  - 第216話「口裂け女 連続殺人事件」（1979年）※出演カット
- 少年ドラマシリーズ / 七瀬ふたたび 第8話「家族」（1979年、NHK）
- 熱中時代 刑事編 第24話「女装刑事vs殺人鬼」（1979年、NTV） - 田原洋子
- 探偵物語 第1話「聖女が街にやって来た」（1979年、NTV） - マンションでの目撃者
- 騎馬奉行（1979年、KTV） - さわ
- 日本名作怪談劇場 第10話「怪談 死神」（1979年、12ch）- おせん
- 噂の刑事トミーとマツ 第39話「トミマツの、健康美なのだ!」（1980年、TBS / 大映テレビ） - 小山あつこ
- 桃太郎侍 第182話「命を賭けた恋だった」（1980年、NTV）- おとき
- 銀河テレビ小説 / 愛さずにはいられない（1980年、NHK）
- それゆけ!レッドビッキーズ 第70話「鬼コーチの恋人戦争」（1982年、ABC）
- 斬り捨て御免!3 第3話「生か死か断崖に揺れる二人」（1982年、TX） - お福
- ザ・サスペンス / 刑事ガモさん(2)・絞殺魔！さらば愛しきテニス妻よ（1982年、TBS）
- だから青春 泣き虫甲子園（1983年、NHK） - エアロビ助手
- 月曜ドラマランド （CX）
  - あんみつ姫（1983年）
  - ぐうたらママ（1983年 - 1984年）
  - 意地悪ばあさんの逆襲（1984年）
- うちの子にかぎって… 第2シリーズ 第2話「俗悪テレビ番組 文句あるなら云うてみぃ」（1985年、TBS） - 鴨下タカ子
- 子供が見てるでしょ! 第7話「愛人」（1985年、TBS） - 西村タカ子
- ママ、大変だァ!（1985年、ANB） - 中西小百合
- 長七郎江戸日記 第1シリーズ 第93話「居残り宅兵衛」（1986年、NTV）
- 愛の嵐（1986年、THK）
- 東芝日曜劇場 / サラダ記念日（1987年、TBS）
- 男と女のミステリー / 女が家を買うとき（1988年、CX）
- 晴のちカミナリ 第11話「花が散る時蝶が飛ぶ」（1989年、NHK）
- 名奉行 遠山の金さん 第2シリーズ 第20話「（秘）大奥の女殺人者」（1989年、ANB / 東映） - おりき
- 愛しあってるかい!（1989年、CX）
- さすらい刑事旅情編II 第1話「寝台特急"瀬戸"海峡の花嫁」（1989年、ANB）
- ウッチャンナンチャンのコンビニエンス物語（1990年、TX） - 竹内美子
- 阿刀田高サスペンス / 法則のある死体たち（1990年、KTV）
- 火曜ミステリー劇場 / 花吹雪女スリ三姉妹5（1991年、ABC）
- 木曜ゴールデンドラマ / 金のなる木に花は咲く（1991年、YTV）
- 月曜ドラマスペシャル / 警察官の妻たち（1991年、TBS）
- 法医学教室の事件ファイル 第6話「死体を抱く妻!? 女医の困惑」（1992年、ANB）
- 新幹線物語'93夏 第3話「Lサイズの女の客」 第4話「嘘をつく女」（1993年、TBS）- 向井富士子
- ドラマ30 / 愛の産科（1996年、MBS）
- 水戸黄門 第25部 第37話「豪雨の旅籠の殺人事件-上山-」（1997年、TBS） - おこう
- 虹色定期便（1998年、NHK）
- きみはペット 第7話「おうちにかえろう」（2003年、TBS） - オーナー
- 林家三平ものがたり（2006年、TX）
- まだ結婚できない男 （2019年、関西テレビ）
- おカネの切れ目が恋のはじまり 第4話（最終話）「過去への旅」（2020年10月6日、TBS）
- 和田家の男たち 第3話（2021年11月5日、テレビ朝日）

### 舞台
- マイフェアーレディ
- 神戸ジャズ物語
- 女義賊 江戸の淡雪
- 大家族
- お役者小僧日光街道を行く
- 母の子守歌
- 旅人の歌声がきこえる
- 若旦那繁盛記
- 帝国こころの妻
- 湯けむり仲居純情日記
- 長屋浮草物語
- ルーリトルの女
- マウィ
- 洪水の前
- 悪名